# Blausteintorbogen Peterstraße 4

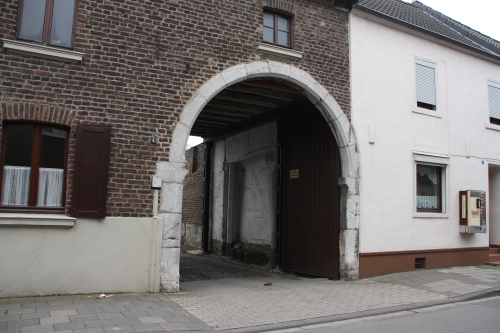
Der Torbogen

Der Blausteintorbogen befindet sich in Dürener Stadtteil Merken, Nordrhein-Westfalen.
Der Torbogen aus Blaustein befindet sich an der Hoffassade des Hauses Peterstraße 4 und wurde gemäß Inschrift im Jahre 1598 erbaut. Es handelt sich um einen rundbogigen Torbogen mit gefassten Kanten und Datierung im Schlussstein.
Das Bauwerk ist unter Nr. 11/002 in die Denkmalliste der Stadt Düren eingetragen.